# Philippa của Anh
Philippa của Anh (giữa năm 1394 – 5 tháng 1 năm 1430), còn được gọi là Philippa của Lancaster, là Vương hậu Đan Mạch, Na Uy và Thụy Điển từ năm 1406 đến năm 1430 thông qua cuộc hôn nhân với Eric của Liên minh Kalmar. Philippa là con gái của Henry IV của Anh và Mary xứ Bohun. Philippa đã tham gia đáng kể vào các vấn đề nhà nước trong thời gian trị vì của chồng và là nhiếp chính của Đan Mạch từ năm 1423 đến năm 1425.